# Спонтанність
Спонтанність (лат. spontaneus — довільний) — характеристика процесів, що виникають не під впливом зовнішніх дій і причин, а внаслідок власного саморуху, довільно; самодіяльність, здатність до активних дій, зумовлена внутрішнім бажанням або, коли людина не робить те, що потрібно.